# Los Maestros del Fuego-control (Avatar: La Leyenda de Aang)
Los Maestros del Fuego-control (Avatar: La Leyenda de Aang) es el quincuagésimo tercer episodio de la serie Avatar, la leyenda de Aang, y el décimo tercero del Libro 3: Fuego. Explica los sucesos que ocurrieron cuando Zuko intenta enseñarle Fuego Control a Aang. 
El título de este episodio fue revelado originalmente por el sitio DongbuFeng.net de forma extraoficial el 14 de diciembre del 2008 y sin revelar detalles sobre su trama más de las que el título mismo pudiera sugerir. Este sitio continuó anunciando de igual forma los títulos de los episodios posteriores con anticipación a su estreno por medio de eliminación de posibles títulos y actividades para descifrarlos. 

## Sinopsis
El capítulo inicia con Aang y Zuko empezando el entrenamiento de fuego control, Zuko le dice a Aang que muestre todo lo que puede hacer de fuego control, Aang con toda sus fuerzas solo puede hacer humo, Zuko trantanto de sorprender a Aang piensa en hacer una bola de fuego, pero algo ocurre... Zuko tiene ahora unos poderes muy débiles y a pesar de estar horas intentando, no logra ejecutarlos como antes. Aang se empieza a aburrir esperando que a Zuko le salga bien el fuego control, en una ocasión le dice a Zuko que esa llamita de fuego le salió más caliente, Zuko estaba ya bastante estresado y le grita diciendo 'CALLATE, TÚ SABES BIEN COMO DEBERÍA SER!!. Aang le dice que puede ser la altitud, en eso llega Sokka a verlos entrenar y empieza a molestar a Zuko porque ahora tiene poderes débiles.
En la hora de la cena, Zuko le cuenta al grupo que ha perdido sus poderes, de lo cual Katara se ríe irónicamente diciendo que hacia mucho tiempo que les habría convenido que él se quedara sin su Fuego Control. El grupo cree que el motivo de la debilidad de Zuko es que usaba la ira para impulsar su Fuego Control, y como ahora su actitud ha cambiado, debe hallar una nueva forma de usar el fuego sin necesidad de enfadarse, Sokka hace una de sus tradicionales bromas diciendo 'entonces, hay que hacer enojar a Zuko', y lo comienza a empujar y molestar con la espada, Zuko se comienza enfadar y le grita a Sokka pero no sirve para mejorar su fuego control.
Zuko se siente perdido, pero Toph recomienda que encuentre la raíz del Fuego Control, buscando a los Maestros Fuego originales. Toph empieza a contar la historia de quienes le enseñaron Tierra Control, los tejones-topo, recomendándole a Zuko que busque el origen primario del fuego. Zuko responde que eso va a ser imposible, porque los maestros de Fuego Control originales eran los dragones y éstos se habían extinguido, y que la única manera sería buscando a los que fueron los primeros hombres en hacer Fuego Control, "Los guerreros del Sol", pero explica que su civilización estuvo bastante lejos del Templo del Aire. Aang le pregunta que si cree que funcionará y él responde que mejor que así sea, porque si no el Avatar tendrá que buscarse otro maestro fuego.
Posteriormente, Zuko y Aang se dirigen montados en Appa al templo de los Guerreros del Sol para recuperar el verdadero sentido de los poderes de fuego, pero tienen algunos problemas, ya que se encuentran con unas trampas de púas por el camino, que logran evitar. Al subir unas escaleras, descubren un enorme mural que muestra como los dragones enseñaron Fuego Control a los humanos, y Aang le pregunta a Zuko que pasó con los dragones, a lo que este le explica que tiempo atrás su bisabuelo Sozin inició el rito de la caza de los dragones, que consistía en que, si un maestro fuego mataba a un dragón, tendría una infinita fuente de Fuego Control, y se le daba el nombre honorario de "Dragón"; menciona que el último dragón que se cazó fue antes de que él naciera y quien lo había matado había sido su tío Iroh, Aang le dice que él creía que su tío era bueno, a lo que Zuko responde que él tenía un pasado problemático, Aang dice "Debe ser herencia de familia". 
Siguen caminando y descubren una puerta que no se podía abrir, pero Zuko se da cuenta de que se trata de un calendario solar y la puerta, al igual que la que había en el Templo del Avatar Roku, solo se abriría en el Solsticio de Verano, pero como no pueden esperar tanto, Zuko usa su espada para reflejar el rayo de luz hacia la gema que hay sobre la puerta, y pasados unos instantes, ésta se abre. Dentro descubren unas estatuas que representan unas "pasos" de un baile llamado "La danza del dragón danzarin", Aang intenta imitar uno de los "pasos" y descubre que se acciona un interruptor del suelo, le pide a Zuko (de manera bastante extraña) que baile con él, Zuko queda como... eh... ya? aunque luego Aang le explica y ambos imitan los pasos y hacen aparecer un pedestal con un extraño objeto de oro. A pesar del comentario de Aang sobre que puede ser otra trampa, Zuko coge el objeto dorado y aparece una trampa pegajosa que los deja pegados a un rejilla del techo hasta la noche, durante todo ese tiempo se estuvieron peleando, Aang le echa la culpa y le dice que le había advertido lo de la piedra y Zuko le dice que si no fuera por el seguirían afuera del templo, cuando para su sorpresa aparecen varios Guerreros del Sol para sacarlos de ahí.
Mientras unos animales los limpian, Aang y Zuko se sorprenden de que todavía queden Guerreros del Sol con vida. El jefe de la tribu y su subordinado los acusan de querer robar el preciado objeto, la Piedra Solar. Ellos se identifican y les dicen que están buscando la esencia del fuego, lo que lleva a los pobladores a mostrarles un antiguo ritual, consistente en llevar dos pequeñas llamas del fuego eterno que los dragones les dieron a los guerreros por una montaña hasta un extraño altar. A pesar de que Aang no está seguro de poder lograrlo, aceptan y el jefe les entrega las llamas, que para sorpresa de Aang, no solo no queman, sino que parecen latir como un corazón.
Cuando los chicos llegan, inician una ceremonia, pero a Aang se le apaga la llama y al tratar de quitarle a Zuko la suya y la apaga, ambos se miran frustrados, aparecen los grandes maestros dragones, quienes parecen amenazadores, pero ejecutan una danza, la que muestra la misma forma que aparecía en las estatuas y los chicos la ejecutan. Los dragones dejan de moverse cuando ellos terminan de hacer la danza del dragón y arrojan unas llamaradas, que no queman, sino que muestran a Aang y Zuko el verdadero sentido del fuego. Cuando bajan de la escalera del altar, ya pueden ejecutar técnicas de fuego. Ahí Aang descubre que el fuego no es destrucción, sino una energía, el calor de la vida que cada persona lleva en su interior. Zuko descubre que Iroh ya conocía este secreto y que había mentido acerca de haber matado al último dragón, y le dice Aang que ahora entendía por qué su Fuego Control no funcionaba, esto es porque la llama de su vida era capturar a Aang y recuperar su honor, pero una vez que se unió al grupo se apagó esa llama de odio y enojo, y aparecía la que era energía como la del sol. Ejercita un movimiento y ve que sus habilidades han regresado, Aang lo imita y descubre que puede hacer Fuego Control.
Finalmente, regresan al Templo del Aire, donde muestran lo que aprendieron al grupo, complementando la danza del dragón danzarín con fuego. Cuando terminan, el resto del grupo les aplaude, cerrando con las ya tradicionales bromas de Sokka que considera a esa forma como un baile y que con eso no vencerían al Señor del Fuego, a lo cual Zuko responde algo molesto que esa era una forma ancestral de Fuego Control, Katara le pregunta que cómo se llamaba esa forma ancestral de Fuego Control, a lo que Zuko responde algo avergonzado "La Danza del Dragón ( el dragón danzarín en Latinoamérica )" lo que causa la risa de todos.